# Choralvorspiel
Choralvorspiel is een compositie voor strijkensemble van de Pool Wojciech Kilar uit 1988. Alhoewel later gecomponeerd dient het werk als een soort prelude voor Orawa, dat geschreven is in 1986, ook voor strijkorkest. Bij Orawa ligt de klemtoon op ritme en onrust; bij Choralspiel is het sereniteit en harmonie. Lang uitgesponnen melodielijnen in een traag tempo (hooguit andante). De muziek lijkt een voorloper te zijn van de muziek voor zijn Requiem Father Kolbe, traagheid troef.
Het eendelig werk begint zonder wanklank en kabbelt rustig voort. De muziek is etherisch en ijl. Als de eerste dissonant zich aandient heb je het idee dat iemand een verkeerde noot speelt. Aan het eind van de eerste sectie (na 9 minuten) wordt in de lage stem een basis gelegd voor het “onheil” dat zal volgen. Na een generale rust gaat de kalme muziek echter weer verder, maar is statiger en voller. Er vindt rond de 13 minuut een kleine kentering in de muziek. Een echte dissonant doet zijn intrede en strijdt met de consonanten. Eerst ziet het ernaar uit dat de laatste volhouden als in het begin, maar de dissonanten beginnen te overheersen en drammen in een crescendo door tot de climax van het werk (16:30).
De dissonanten houdt plots op en de etherische sfeer van het begin keert terug in piano, waarbij de dissonanten onderdeel zijn geworden van de melodielijn. Het werk gaat als een nachtkaars uit.

## Samenstelling ensemble
- geen houtblazers; geen koperblazers
- 5 eerste violen; 4 tweede violen, 3 altviolen; 2 celli, 1 contrabas.

De eerste uitvoering was in Stuttgart.

## Bron en discografie
- Uitgave Jade (onderdeel van Warner Bros); Pools Radio- en Televisieorkest Katowice o.l.v. Antoni Wit opname 1995; (bron)